# 保苅実
保苅 実（ほかり みのる、 1971年〈昭和46年〉7月8日 - 2004年〈平成16年〉5月10日）は、日本の歴史学者。オーストラリアに滞在してアボリジニの研究をおこない、ラディカル・オーラル・ヒストリーのアプローチを提唱した。

## 来歴・人物
新潟県新潟市出身。新潟大学教育学部附属新潟小学校時代、母親から「“考えたこと・感じたこと日記”をかきなさい」といわれ、「ぼくはいま金魚鉢をのぞいている。金魚はぼくが見ているのもしらないで泳いでいる。その僕をまた何かが見ているかもしれない」という日記を書き、先生も高く評価したという。5年生の時、歴史の授業で習った「金印」が見たいと、東京上野の国立博物館まで一人で鈍行に乗って行った。また、夜中の3時に起きて、長いサオを背に1時間も自転車をこいで魚釣りにも行った。
新潟大学教育学部附属新潟中学校時代には佐渡一周の自転車旅行に行った。新潟県立新潟高等学校に合格し、合格発表を見たその足で、京都・奈良の一人旅に出かけ、清水寺から「開場と同時に入った寺には僕ただ一人。すがすがしさと静けさの中で感動のあまり涙が溢れた。この旅を許してくれた両親に感謝したい」というメッセージを両親に送った。
一橋大学経済学部ではドイツ社会経済史の藤田幸一郎ゼミ出身。野上元はゼミの同期。また大学では臨床心理学者の村里忠之に出会って感化を受け、生涯交流をもった。1996年、一橋大学大学院経済学研究科経済学修士を取得し、オーストラリアへ留学。2001年にオーストラリア国立大学より歴史学博士の学位を取得。1999年から2003年にかけて、オーストラリア国立大学太平洋・アジア研究所および人文学研究所の客員研究員となる。2002年からは日本学術振興会特別研究員として慶應義塾大学に所属する。研究領域は、オーストラリア先住民族、ポストコロニアル研究、オーラル・ヒストリー、多文化主義など。『新潟日報』に2003年6月から10月まで「生命あふれる大地：アボリジニの世界」を連載した。
2004年3月に悪性リンパ腫で余命宣告をうけ、4月から5月にかけて最後の執筆活動をおこなった後、32歳にしてメルボルンで死去。実母によれば最期の言葉は「一枚の花びらを投げ入れた、爆発を待とう」であった。戒名は行月実道禅定門。のちに、オーストラリア国立大学にて「保苅実記念奨学基金」、ニューサウスウェールズ大学にて「保苅実記念奨学金制度」が設立された。2つの奨学金は異なる用途にあてられている。

## 研究・思想
オーストラリアでは、ノーザン・テリトリーのグリンジ・カントリーに滞在し、アボリジニの歴史にオーラル・ヒストリーの手法でアプローチした。当初のフィールドワークの目的は、アボリジニの移動経済生活と植民地化との関係の研究だったが、グリンジ・カントリーの長老ジミー・マンガヤリとの交流をきっかけに、当地で語られている歴史に関心をもつ。そしてグリンジの歴史実践を通して、歴史研究の方法論と歴史観を構想した。

### 新しい経験主義
自らの姿勢を新しい経験主義と呼び、「歴史する」（doing history）という表現を用いた。西洋近代に出自をもつ歴史実践と、アボリジニの歴史実践との間のコミュニケーションについて考察した。たとえば、「ケネディ大統領がグリンジ・カントリーを訪れた」、「キャプテン・クックがノーザン・テリトリーのアボリジニを殺害した」といったグリンジの歴史をメタファーや神話と見なさず、歴史として受け入れることで歴史の多元化を提唱した。保苅は、こうした姿勢を歴史経験への真摯さ（experiential historical truthfulness）と呼んだ。
保苅が注目していた研究者として、著書を翻訳したデボラ・バード・ローズとガッサン・ハージの他、清水透、モリス・バーマン、ウィリアム・コノリー、ディペッシュ・チャクラバルティ、ガヤトリ・スピヴァク、テッサ・モーリス＝スズキらの名をあげている。

### グリンジの歴史実践について
物語
グンビン（アボリジニ）は、物語ることで歴史を伝える。文字を書いて歴史を残すことはカリヤ（非アボリジニ）のやり方とされる。
身体
歴史する身体は、世界に埋め込まれている。歴史実践とは身体行為である。身体感覚を鋭くし、世界に注意を向け、歴史が近づいているのにまかせる。身体は歴史を記憶する媒体であり、歴史を物語る際には重要な表現方法となる。
ドリーミング
大地からドリーミングたち（祖先神）が現われて世界を巡り、地形、生き物、法を創造した。ドリーミング、地形、法、道、歴史などの言葉は交換可能であり、地形は法でもあり歴史でもある。
家と移動
グリンジの人々は頻繁に移動し、その距離はときに1,000キロ以上にもなるが、彼らは「家」の概念が巨大なのであり、移動生活をしているという意識はない。ドリーミングは移動によって世界を創造したのでもあり、グリンジの人々は移動によって歴史をたどり、世界を維持する。
開かれた歴史
教科書のような形での歴史は存在せず、特定の人、場所、時間の網目からそのつど生じる。一つの出来事について大量の異なる説明が知識として蓄えられており、状況に応じて必要な知識を導き出す。

## 主な著作

### 単著
- 『ラディカル・オーラル・ヒストリー：オーストラリア先住民アボリジニの歴史実践』御茶の水書房、2004年。- 梓会出版文化賞を受賞。解説は塩原良和、テッサ・モーリス＝スズキ、清水透。
  1. 「ケネディ大統領はアボリジニに出会ったか：幻のブックラウンチ会場より」
  2. 「歴史をメンテナンスする：歴史する身体と場所」
  3. 「キャプテン・クックについて：ホブルス・ダナイヤリの植民地史分析」
  4. 「植民地主義の場所的倫理学：ジミー・マンガヤリの植民地史分析」
  5. 「ジャッキー・バンダマラ：白人の起源を検討する」
  6. 「ミノのオーラル・ヒストリー：ピーター・リード著『幽霊の大地』より」
  7. 「歴史の限界とその向こう側の歴史：歴史の再魔術化へ」
  8. 「賛否両論・喧々諤々：絶賛から出版拒否まで」

  - 『ラディカル・オーラル・ヒストリー：オーストラリア先住民アボリジニの歴史実践』岩波現代文庫、2018年。
- 『保苅実著作集BOOK１ 生命あふれる大地』図書出版みぎわ、2024年。
- 『保苅実著作集BOOK２ アンチ・マイノリティ・ヒストリー』図書出版みぎわ、2024年。

### 翻訳
- デボラ・バード・ローズ『生命の大地：アボリジニ文化とエコロジー』平凡社、2003年。
- ガッサン・ハージ『ホワイト・ネイション：ネオ・ナショナリズム批判』塩原良和との共訳、平凡社、2003年。